# COMP128
COMP128 je algoritmus implementovaný v SIM kartách realizující jedním postupem algoritmy A3 a A8. Algoritmus A3 slouží pro ověření (autentizaci) uživatele v síti GSM, A8 pro výběr relačního klíče Kc umožňujícího šifrovat data. Protože oba algoritmy mají stejné vstupní parametry, bývají nahrazeny algoritmem COMP128 se dvěma výstupy (SRES, Kc).

## Scénář autentizace
Scénář autentizace používající algoritmy A3 a A8 je následující:
```
              autorizace uživatele do sítě a výpočet relačního klíče Kc:
                             UŽIVATEL:                            SÍŤ:
odeslání čísla 
IMSI
 (International      -------128bit IMSI------> po přijetí čísla IMSI je
Mobile Subscriber Identity) zapsaného                             uživateli posláno náhodné
v SIM                                   <-----128bit RAND-------- číslo RAND
výpočet SRES algoritmem A3 aplikovaným
na trvalý klíč Ki a RAND                -------32bit 
SRES
 ------> porovnání SRES od mobilu a AuC
výpočet Kc algoritmem A8 aplikovaným
na trvalý klíč Ki a RAND                ------- 64bit 
Kc
 -------> další komunikace je šifrována pomocí Kc
                                        <------  TMSI   --------- VLR vygeneruje TMSI a pošle je mobilu;
                                                                  dále se místo IMSI používá TMSI
```

## Problémy se zajištěním bezpečnosti relace autentizace
V zájmu zachování plné bezpečnosti sítě GSM byl algoritmus COMP128 utajován. V roce 1997 však byl publikován nalezený text „uniklého“ dokumentu obsahujícího poznámky jednoho z inženýrů, kteří algoritmus vytvářeli. V dubnu 1998 Ian Golberg a David Wagner z Kalifornské univerzity v Berkeley zrekonstruovali několik chybějících řádků kódu, získali kompletní kód algoritmu v jazyku C a provedli první úspěšný útok na COMP128.
Pseudokód popisující práci algoritmu:
```
VOID A3A8 (vstupy RAND[16], Ki[16],
           výstup SIMoutput[12])
{
         x[32] - interní 
buffer
 - pracuje na bytech, bit[128] - pracovní buffer;
         T[5][]- substituční bloky zapsané v tabulce (512, 256, 128, 64, 32 bytů);
         další proměnné a, j, k, l, m, n, y, z, další_bit;

         uložení RAND do druhých 16 bytů bufferu (x[16...31])
         for a=16 to 31 {
             x[a]=RAND[a]
         }
         8 průchodů smyčkou
         for a=1 to 8 { 
             uložení Ki do prvních 16 bytů bufferu (x[0...15])
             for j=0 to 15 { 
                 x[j]=Ki[j]
             }
             tzv. 
motýlová komprese
, je jednou z hlavních slabin algoritmu COMP128
             for j=0 to 4 { 
                 for k=0 to (2^j)-1 { 
                     for l=0 to 2^(4-j)-1 { 
                         m=l+k2^(5-j)
                         n=m+2^(4-j)
                         y=(x[m]+2x[n]) mod 2^(9-j);
                         z=(2x[m]+x[n]) mod 2^(9-j);
                         x[m]=T[j][y];
                         x[n]=T[j][z];
                    }
                 }
              }
              přeorganizování bitů v bufferu
              for j=0 to 31{
                  for k=0 to 3 {
                      bit[4j+k]=(x[j]>>(3-k))&1
                  }
              }
              provedení 
permutace
; kromě posledního průchodu smyčkou
              if a<8{
                 for j=0 to 15{
                     for k=0 to 7{
                         další_bit=17(8j+k) mod 128
                         k-ty bit x[j+16]=bit[další_bit]
                     }
                  }
               }
            }
            komprese 16 bytů do 12 bytů a jejich uložení
            do SIMoutput[] (x[0...3]-SRES; x[4...11]-Kc);
            for a=0 to 3
                SIMoutput[a]=(x[2i]<<4)|x[2i+1]
            for a=0 to 5
                SIMoutput[4+a]=(x[2i+18]<<6|(x[2i+18+1]<<2)|(x[2i+18+2]>>2)
            vynulování zbylých 10 bitů klíče Kc
            SIMoutput[4+6]=(x[26+18]<<6)|(x[26+18+1]<<2)
            SIMoutput[4+7]=0
         }
```

Goldberg a Wagner zjistili, že ze 64 bitů relačního klíče Kc, který je jedním z výstupů algoritmu COMP128, je poslední 10 bitů nulových, takže klíč má 54 bitů. To představuje více než tisícinásobné oslabení bezpečnosti oproti tomu, co umožňuje specifikace GSM. Tato znalost umožnila Goldbergovi a Wagnerovi provést útok na COMP128 vyžadující 219 dotazů na SIM kartu, které lze provést za méně než 8 hodin. Jejich útok a prolomení algoritmu COMP128 umožnily získat hodnotu trvalého klíče Ki uloženého na kartě SIM, což umožňuje klonování SIM karet (pro využití klonované karty je však potřebné získat její PIN kód).
V květnu 2002 roku Josyula R. Rao, Pankaj Rohatgi, Helmut Scherzer (všichni z firmy IBM) a Stephanie Tinguely (ze švýcarského Hlavního Ústavu Technologii) provedli útok na SIM postranními kanály, tzv. partition attack, umožňující prolomit algoritmus COMP128 za méně než minutu. Svoji práci popsali v článku Partitioning Attacks: Or How to Rapidly Clone Some GSM Cards dostupném na internetu.

## Verze algoritmu
Dosud podařilo se prolomit pouze algoritmus COMP128-V1, neboli jeho první verzi. V současné době probíhají práce na zdokonalení COMP128, a operátoři migrují na novější verze algoritmu:
- COMP128-V2 – odstraňuje některé chyby v první verzi algoritmu
- COMP128-V3 – vytvořený pro generování 64bitového relačního klíče Kc
- COMP128-V4 – vychází z algoritmu 3GPP, který používá AES; práce na této verzi stále probíhají.